# Salina Cruz, Mazatlán Villa de Flores
Salina Cruz är en ort i Mexiko.   Den ligger i kommunen Mazatlán Villa de Flores och delstaten Oaxaca, i den sydöstra delen av landet, 280 km sydost om huvudstaden Mexico City. Salina Cruz ligger 1 759 meter över havet och antalet invånare är 144.
Terrängen runt Salina Cruz är huvudsakligen bergig, men västerut är den kuperad. Salina Cruz ligger uppe på en höjd. Runt Salina Cruz är det ganska tätbefolkat, med 52 invånare per kvadratkilometer. Närmaste större samhälle är Huautla de Jiménez, 18,9 km nordost om Salina Cruz. I omgivningarna runt Salina Cruz växer huvudsakligen savannskog.